# Distretto di Dok Khamtai
Il distretto di Dok Khamtai (in thailandese: ดอกคำใต้) è un distretto (amphoe) della Thailandia, situato nella provincia di Phayao.